# Plodova vinska mušica
Plodova vinska mušica (znanstveno ime Drosophila suzukii) je vrsta muh iz družine vinskih mušic, izvorno razširjena v Jugovzhodni Aziji, ki se od konca 2000. let intenzivno širi po Evropi in Severni Ameriki ter postaja pomemben škodljivec v pridelavi jagodičevja in koščičastih plodov.

## Telesne značilnosti
Po videzu je tipičen predstavnik vinskih mušic, ki zraste med 2 in 3 mm v dolžino, rjave barve in z rdečimi očmi. Samci te vrste imajo značilen par lis na sprednjem robu kril blizu konic, za samice pa je značilna razmeroma velika, nazobčana leglica. Vendar pa noben od teh znakov posamič ne zadostuje za nedvoumno določitev, saj jih imajo tudi nekatere sorodne vrste, tako da je za zanesljivo določitev nujen pregled mikroskopskih znakov, kot so oblika samčevih genitalij ali velikost spermateke pri samicah. Ličinke nimajo nobenih zares izstopajočih morfoloških znakov.

## Življenjski krog
Pri optimalnih pogojih v okolju se vinske mušice te vrste izredno hitro razmnožujejo. Samica v času svojega življenja odloži do 600 jajčec v zrele plodove, iz katerih se lahko že po nekaj urah izležejo ličinke (t. i. žerke). Te rastejo in se razvijajo znotraj sadežev in se po 3 do 13 dneh zabubijo ter preobrazijo v odrasle živali po nadaljnjih 3 do 15 dneh. Že dan ali dva po tem se lahko samice pričnejo pariti in odlagati jajčeca. Najmanjši čas od izleganja jajčeca do preobrazbe v odraslo žival je 8 dni, nakar živijo še do dva meseca. To pomeni, da se lahko v območjih z zmernim podnebjem na leto razvije 7 do 15 generacij, kar daje vrsti velik potencial za eksplozivno množenje v ugodnih pogojih.
Zimo preživijo sparjene samice v diapavzi, ki pričnejo ponovno odlagati jajčeca, ko se temperatura spomladi spet dvigne.

## Ekologija in razširjenost
Plodova vinska mušica se razlikuje od večine ostalih vinskih mušic, ki odlagajo jajčeca v gnijoče sadje, saj za razmnoževanje preferira zdrave, zrele sadeže. To ji omogoča ključna evolucijska pridobitev - velika nazobčana leglica, s katero prodre skozi nepoškodovano lupino sadežev, ki je za druge vinske mušice pretrda prepreka. Hkrati je izrazito polifaga in napada plodove številnih vrst rastlin iz več družin, kot so jagode, češnje, ribez, slive, marelice, kakije idr. Obstajajo tudi podatki o razmnoževanju na grozdju in, v laboratorijskih pogojih, na paradižniku. Popoln nabor gostiteljev še ni dokončno znan.
Optimalna temperatura za razvoj je v območju 20 do 25 °C, so pa v primerjavi z drugimi vinskimi mušicami zelo odporne na temperaturne ekstreme. Samci so se sposobni razmnoževati pri temperaturah od 10 do 30, samice pa do 32 °C.
Vrsta je izvorno razširjena v Jugovzhodni Aziji, predvsem na Kitajskem in Japonskem. V 1980. letih so jo prvič opazili na Havajih sredi Tihega oceana, od konca 2000. let pa se intenzivno širi po Severni Ameriki in Evropi na račun trgovskih poti. »Invazijo« so leta 2008 prvič zaznali v Kaliforniji, od takrat se je razširila po večjem delu ZDA in v Mehiki. Leto kasneje, 2009, je bila prvič opažena v Evropi, na severu Italije in še istega leta tudi v Španiji. Zdaj je razširjena tudi po skoraj vsej Srednji in Zahodni Evropi. Predvsem na kmetijskih območjih z monokulturami jagodičevja in koščičarjev že poročajo o znatni škodi, ki jo povzroča. V Sloveniji je bila prvič ugotovljena leta 2010 na zahodu države, leta 2011 pa je bila že splošno razširjena.